# 針谷桂樹
針谷 桂樹（はりや けいじゅ、1978年3月31日 - ）は、日本の男性ナレーター。静岡県出身。シグマ・セブン所属。

## 経歴
静岡県清水市（現静岡市清水区）出身。
大学で神奈川県横浜市に移住し、在学中に大学外の音声劇サークルで東京俳優生活協同組合の山岸功と知り合い、俳協ボイスアクターズスタジオを勧められ入所。2001年東京俳優生活協同組合所属を経て、2020年シグマ・セブン所属。

## 人物
声種はローバリトン。低音ボイスを武器にテレビ番組やCMなどで活躍。
趣味は弓道、サッカー、フットサル、野球、ゴルフ、スポーツ観戦。趣味・スポーツはF1、ゴルフ。
資格は普通自動車免許。

## テレビ ナレーション

### NHK系
- わたしが子どもだったころ（藤原新也）
- 乙女屋雑貨店

### 日本テレビ系
- 未来シアター
- eGG特別版「全国高校ポケモンユナイト甲子園大会SP」
- 日本テレビ開局60年特別プロジェクト 「PEOPLE MAGNET TV」
- ザ!激走!サバイバルBINGO!
- リアル無理ゲー。
- ニノサン
- カミングダウト
- インディカーシリーズ総集編

### TBS系
- 社長エレベーター
- R-ゼロ
- シークレットライブ
- ハンマーセッション（ドラマ冒頭ナレーション）
- ラブセン!

### テレビ朝日系
- 奪い愛、高校教師（ナレーション）
- 殴り愛、炎（ナレーション）
- 奪い愛、冬（ドラマ冒頭ナレーション）
- 不機嫌な果実（ドラマ冒頭ナレーション）
- BG〜身辺警護人〜（スタート直前 特別編）
- BG〜身辺警護人〜傑作選（ドラマ冒頭ナレーション）
- 破天荒フェニックス（ナレーション）
- 激アツ!! ヤンキーサッカー部（ドラマ冒頭ナレーション）

### テレビ東京系
- ゴルフの真髄
- アップグレードゴルフ
- Vの流儀
- ロック兄弟
- テリー伊藤の音楽転

### フジテレビ系
- 金曜プレミアム「今日、刑務所を出ます～やり直したいオンナたち～」
- 怪生伝
- フジサンケイクラシック
- 世界新体操選手権

### BS放送
- ＢＳ１スペシャル　「アマゾン　文明の果て～死と再生を見つめて～」（NHK BS1）
- 火星基地シミュレーション 隔絶された365日の記録（NHK BS1）
- おぎやはぎの愛車遍歴 NO CAR, NO LIFE!（第204回 - 第225回、BS日テレ）
- 至極の楽園　世界の海をのぞいて見よう２（BS日テレ）
- 至極の楽園　世界の海をのぞいて見よう３（BS日テレ）
- モノミュージアム（BS日テレ）
- 福ごはん（BS-TBS）
- 豪華客船で行くあこがれの地中海クルーズ旅（BSテレ東/BSフジ）
- 東山魁夷　青の旅路　～雲と波の彼方へ～（BSテレ東）
- The GAME ～震えた日～（BSフジ）
- 豪華客船で行く 世界クルーズ旅（BSフジ）
- 里見浩太朗が斬る「甲冑の国」〜戦国武将たちのオシャレ〜（BSジャパン）
- 耽美イズム(BS11)
- 建築家のアスリートたち（BS12）
- あこがれの世界クルーズ紀行（BSJapanext）
- ゴルフW（BS松竹東急）

### CS放送
- トニセンロード～とりあえず行ってみよ～（フジテレビTWO / SPOOX）
- THE SUPER FRUITx世が世なら!!!2ND 2MAN SHOW（フジテレビTWO）
- 「9bic 3周年記念ライブ～ARK～」完全版（フジテレビTWO）
- 宮野真守ドキュメンタリー2018 ～in Las Vegas～（フジテレビTWO）
- 宮野真守ドキュメンタリー2015 ～in Tokyo & L.A.～（フジテレビNEXT）
- MAMORU MIYANO LIVE TOUR 2015-16 ～GENERATING!～（フジテレビNEXT）
- FIFAフットサルワールドカップ2021　総集編（J SPORTS）
- ゴルフW（GAORA）
- ジャイアンツ フラッシュバック 2019（日テレG+）
- 演出家・鶴橋康夫 -映像の魔術師と呼ばれた男-（日本映画専門チャンネル）
- やってみたシリーズ 新劇場版 頭文字D –峠に行ってみた–（アニマックス）
- 眼福食堂（LaLaTV）
- パチスロ～ライフ（エンタメ〜テレ☆シネドラバラエティ）
- SUCH!!（スペースシャワーTV）
- シネマコンシェルジュ（スター・チャンネル）
- 戦う司書ナビ（アニメ各話放送前のあらすじ）（アニマックス）
- ムービーデリバリー（シーエスGyaO）
- 美少女NAVI（エンタメ〜テレ☆シネドラバラエティ）
- 競輪学校物語（SPEEDチャンネル）
- debut!（ゴルフネットワーク）
- ひとりゴルフ（番宣・冒頭ナレーション／ゴルフネットワーク）
- 江連っ寸 ～ゴルフ上達の教え～（ゴルフネットワーク）
- 革新者の視界（ゴルフネットワーク）
- スーパー!ドラマTV
- スターチャンネル
- サスペンスシアター FOXCRIME

### インターネット放送
- L礼香の真実　解説番組（ABEMAオリジナル）
- 2022FIFAワールドカップ　試合前番組（ABEMA）
- プレミアリーグ2022-2023　番宣（ABEMA）
- 奪い愛、夏（ドラマ冒頭ナレーション／ABEMAオリジナル）

## 映画告知
- ブラックパンサー
- アイアンマン
- 容疑者Xの献身
- 消されたヘッドライン
- ワイルド・スピード MAX
- 恋妻家宮本

## その他
- JRA「イクイノックス引退式VTR」
- JRA「コントレイル顕彰馬紹介VTR」
- WBSC eBaseball™ シリーズ2024「ヒューガン eプレミア12 世界王座決定戦 オープニングVTR」